# Aristodemo Zingarini
Aristodemo Zingarini (Roma, 30 gennaio 1878 – Roma, 5 novembre 1944) è stato un pittore italiano.

## Biografia
Aristodemo Zingarini nasce a Roma da Cesare e Amalia Corbelli. Il padre è un muratore originario di Amelia, che si è trasferito nella Capitale e lì ha fatto fortuna nel settore edile. 
Svolge a Roma il primo apprendistato artistico. Negli anni 1904-1908 frequenta i corsi serali di nudo all'Académie de France à Rome a Villa Medici, avendo come maestri Carolus-Duran e Paul Sieffert, il primo direttore dell'istituzione, il secondo Prix de Rome in pittura nel 1902.
Nel 1906 espone per la prima volta, partecipando con un paesaggio alla LXXVI Esposizione Internazionale di Belle Arti, organizzata dalla Società Amatori e Cultori di Belle Arti al Palazzo delle Esposizioni di Roma. 
Nel 1908, con il quadretto Nel bosco a Villa Medici partecipa alla Quadriennale di Torino. In tale occasione il critico Carlo Bernardi, sulla rivista Minerva, scrive:
(C. BERNARDI, La pittura alla «Quadriennale di Torino», Minerva. Rivista delle riviste, anno XVIII, vol. XXVIII, n.32 del 19 luglio 1908)
Nel biennio 1908-09 si reca a Parigi, dove frequenta il corso di plastica dell'Union Internationale des beaux arts et des lettres. L'associazione, che ha lo scopo di diffondere l'arte contemporanea fra il popolo, organizza ogni anno nel proprio Salon un'esposizione. Aristodemo partecipa a quello del 1910 e viene notato dalla rivista “Les Tendances nouvelles”, che scrive:
(LEMERY-BECQUERT, Del Zoppo - Zingarini, “Les Tendances nouvelles”, n. 51, pp.1209-1210, s.d., 1910.)
Nel 1911 Aristodemo, seguendo il padre Cesare, lascia Roma per trasferirsi ad Amelia: interrompe il percorso formativo, ma non la produzione artistica. 
Scoppiata la Grande Guerra, il 15 novembre 1916 viene chiamato alle armi e spedito al fronte, dove resta, sull'Altopiano di Asiago, fino al maggio 1918, quando viene ammesso alla Scuola allievi ufficiali di complemento di Caserta. Ne esce a guerra finita con il grado di Sottotenente della Milizia territoriale.
Ritornato alla vita civile, si getta nell'attivismo politico e diventa presidente della sezione di Amelia dell'Unione Nazionale dei Reduci di Guerra, associazione combattentistica cattolica, fiancheggiatrice del Partito Popolare. Alle amministrative del 1920 è eletto in consiglio comunale e il 16 giugno 1922 diviene Sindaco di Amelia. Si dimetterà con tutta la giunta un anno dopo “[…] per assecondare i desideri del Partito Fascista di avere i suoi rappresentanti in Consiglio”. 
Non siede nel nuovo consiglio comunale e per tutti gli anni '20 fa vita appartata, godendosi il cospicuo patrimonio immobiliare ereditato dal padre. Conduce una vita da “signorotto di campagna”, divisa fra la Villa di Capo di Sopra e l'abitazione di via Garibaldi, dove fa allestire uno studio d'artista con lucernario. 
Continua a dipingere, ma non espone, almeno fino agli inizi degli anni '30, allorché la sua vita conosce una doppia svolta.
Sul piano artistico, dopo oltre un ventennio torna ad esporre in alcuni importanti eventi umbri. 
Nel 1930 è presente al Salone del paesaggio umbro, parte delle Feste centenarie per Lorenzo Maitani 1330-1930, manifestazione organizzata ad Orvieto dal pittore Umberto Prencipe, amico dell'epoca romana. Qui espone un paesaggio Collicello (Castello di Canale) e alcuni scorci cittadini:  Amelia, Piccola via ad Amelia e Porta Leone IV di Amelia. 
Subito dopo, nel giugno 1931, partecipa a Terni alla Prima Mostra Gruppo Artisti di Terni, accanto ai pittori Ugo Castellani, Ilario Ciaurro, Guido Mirimao e Giuseppe Preziosi. La mostra si tiene nel negozio di antiquariato di Aniceto Zingarini, figlio di suo cugino. Amante d'arte, promotore e mecenate di molti artisti, Aniceto in quegli anni fa del suo negozio un cenacolo artistico, luogo di incontro e dibattito culturale. 
Nel 1932 espone alla III Mostra del Sindacato Fascista di Belle Arti dell'Umbria, ospitata nella prestigiosa sede dell'Automobil Club di Terni a Palazzo Morelli e anche questa organizzata da Aniceto. Qui porta due importanti opere, Paesaggio (veduta di Amelia) e Sorelle.
Sotto il profilo politico, si inserisce nei ranghi del Regime fascista: nel luglio 1933 viene nominato Commissario prefettizio del Comune di Amelia, quindi Podestà. Resta a capo dell'Amministrazione comunale fino al settembre 1935.
Cessato l'incarico, torna ad esporre alla V Mostra d'Arte del Sindacato interprovinciale Fascista Belle Arti dell'Umbria, tenuta nel 1936 al Palazzo del Consiglio Provinciale dell'Economia corporativa di Terni. È il canto del cigno: continuerà a dipingere ma non esporrà più, troppo lontano dal gusto imperante. 
Negli ultimi anni di vita diventa progressivamente cieco, ma dipinge finché può: l'ultimo quadro è datato al 1942, quando già ha perso la vista all'occhio destro. 
Dopo il bombardamento alleato del 25 gennaio 1944, si trasferisce nella Villa di Capo di Sopra ed è lì che lo incontra Piero Calamandrei, sfollato a Collicello e amico di Ines, sorella di Aristodemo. Calamandrei annota nei suoi Diari:
(PIERO CALAMANDREI, Diario II (1942-1945), 2017 Edizioni di Storia e Letteratura, Roma, pp.339-340)
Muore a Roma il 5 novembre 1944 e viene sepolto ad Amelia nella cappella di famiglia.
Dopo la morte, a Roma si tengono due retrospettive monografiche a lui dedicate: una alla Galleria Conchiglia nel marzo 1951 e l'altra per il decennale della morte alla Galleria d'Arte Galdi, tra dicembre 1953 e gennaio 1954.
In tali occasioni, lo Stato acquista il Ritratto del padre e Amelia. Porta Leone IV, che finiscono nei depositi della Galleria Nazionale dell'Umbria. Le altre opere, acquisite da collezioni private, sono da allora sottratte alla fruizione pubblica.
Solo nel 2023 (8 aprile-22 maggio), il Centro Studi Storici di Terni ha organizzato una mostra con una selezione di sue opere presso il Museo Civico "Edilberto Rosa" di Amelia, con la curatela di Fabrizio Razza .

## Opere
Aristodemo Zingarini è un epigono del naturalismo ottocentesco italiano, che porta a maturazione in pieno Novecento, rimanendo estraneo tanto alle avanguardie di inizio secolo, che ad ogni forma di “Ritorno all'ordine”, imperante negli anni '30.
Le opere più antiche sicuramente datate sono il Ritratto della sorella Ermelinda (1905) e l'Autoritratto giovane (1906). Ma è Villa Medici e il suo giardino ad ispirargli alcune delle opere più significative di questi anni, caratterizzate da un'atmosfera sognante ed incantata, in cui si avverte fortemente l'influenza di Sieffert; fra queste ricordiamo: Viale di bossi, I pini e la statua di Roma Mater, Il giardino e, soprattutto, Nel bosco a Villa Medici. Risalgono a quest'epoca anche il suo Autoritratto con tavolozza, il Ritratto della sorella Ines e il Ritratto della nipote M., nonché il paesaggio Amelia. Veduta del Lago Vecchio, datato 11 febbraio 1909.
Negli anni '10, subito prima della chiamata al fronte, dipinge il paesaggio Pratica di Mare. Marana (1913), poco più di un bozzetto e due scorci di Amelia, Via del Teatro (1915).
Negli anni '20, dopo il ritorno dalla Grande Guerra, dipinge vari ritratti, paesaggi e scorci urbani: Villa Medici del 1922, Ritratto di fanciulla in giardino del settembre 1921, Ritratto del padre del 1º gennaio 1925, Amelia. Porta Leone IV del 13 dicembre 1926, nonché il suo Autoritratto in alta uniforme, datato maggio 1928.
Agli anni '30 risalgono Collicello (Castello di Canale) e Atrio del Comune del 1936, in cui rappresenta su tela l'allestimento archeologico da lui stesso curato, Vacche all'ombra del 21 agosto 1938, Apparizione del Sacro Cuore di Gesù a Santa Margherita Maria Alacoque, la pala d'altare realizzata nel 1939 per il Santuario di Santa Maria delle Grazie a Foce e, infine, il Ritratto di Amulio Giurelli, datato 15 agosto 1940.
L'ultimo suo quadro noto è il Paesaggio con vaso di fiori, datato 3 dicembre 1942, dipinto quando già aveva perso la vista da un occhio.